# Campeonato Carioca de Futebol de 1925 (LMDT)
O Campeonato Carioca de Futebol de 1925 organizado pela Liga Metropolitana de Desportos Terrestres (LMDT) foi vencido pelo Engenho de Dentro, com o Americano ficando com o vice-campeonato.
Com a saída do Vasco da Gama, campeão da liga no ano anterior, a LMDT passou a ser formada apenas por clubes de pouca expressão. Embora esse campeonato seja formalmente estadual, a atual Federação de Futebol do Estado do Rio de Janeiro (FFERJ) não o lista na cronologia oficial do Campeonato Carioca – ao contrário dos vencedores dos torneios realizados pela LMDT, entre 1917 e 1924, que são reconhecidos pela FFERJ como legítimos campeões cariocas.

## Regulamento
As quinze equipes participantes da competição foram divididas entre dois grupos denominados "Série A" e "Série B". Sendo que o primeiro colocado da Série A enfrentaria o primeiro colocado da Série B para definir o campeão carioca.

## Participantes

### Série A
- Americano Football Club* (do bairro Riachuelo)
- Bonsucesso Football Club (de Bonsucesso)
- Confiança Athletico Club (do Andaraí)
- Esperança Football Club (de Bangu)
- Fidalgo Football Club (de Madureira)
- Metropolitano Athletico Club (do Méier)
- River Football Club (da Piedade)
- São Paulo-Rio Football Club (do Catumbi)

*Esse Americano Football Club era da cidade do Rio de Janeiro e não tem nada a ver com o Americano Futebol Clube da cidade de Campos dos Goytacazes.

### Série B
- Campo Grande Athletico Club (de Campo Grande)
- Engenho de Dentro Athletico Club (do Eng. de Dentro)
- Sport Club Everest (de Inhaúma)
- Modesto Football Club (de Quintino Bocaiúva)
- Progresso Football Club (de São Francisco Xavier)
- Ramos Football Club (de São Francisco Xavier)
- Ypiranga Football Club (de Cascadura)

A liga multou o Progresso em 100$ de acordo com o art. 26 do regulamento de futebol e suspendeu a equipe, ficando assim proibida de disputar o restante da temporada, de acordo com art. 28 do mesmo regulamento.

## Final
| Partida           | Partida   | Partida   | Partida                            | Partida               | Partida |
| Equipe 1          | Resultado | Equipe 2  | Local                              | Data                  |         |
| ----------------- | --------- | --------- | ---------------------------------- | --------------------- | ------- |
| Engenho de Dentro | 5 - 0     | Americano | Rua João Pinheiro (campo do River) | 8 de novembro de 1925 |         |

## Premiação
| Campeonato Carioca de 1925 (LMDT) |
| Rio de Janeiro                    |
| --------------------------------- |
| ENGENHO DE DENTRO                 |